# Macromitrium pseudoramentosum
Macromitrium pseudoramentosum är en bladmossart som beskrevs av Theodor Carl Karl Julius Herzog 1926. Macromitrium pseudoramentosum ingår i släktet Macromitrium och familjen Orthotrichaceae. Inga underarter finns listade i Catalogue of Life.